# Lijst van Belgische fietssnelwegen

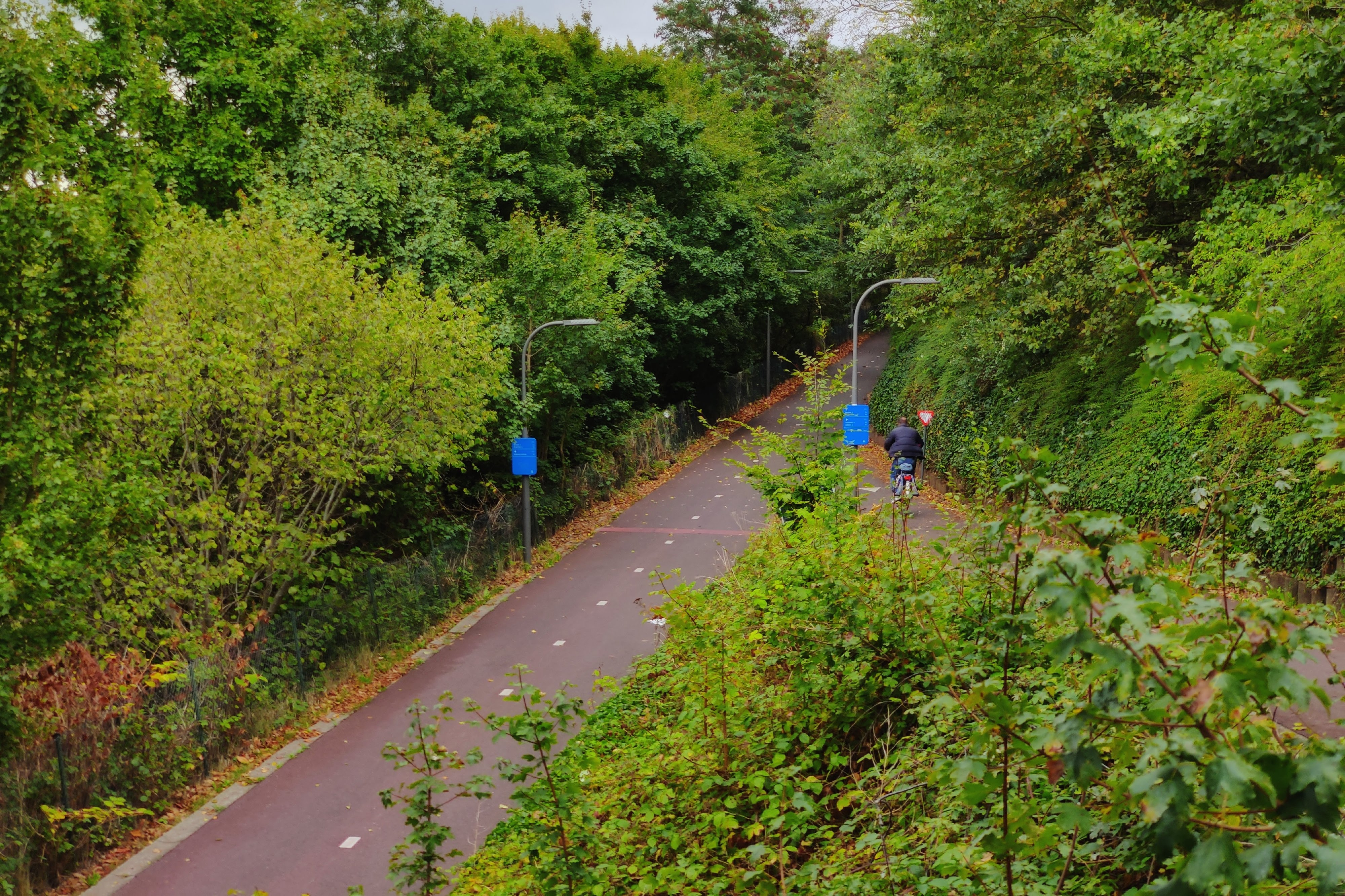
Op- en afrit Jan van Rijswijcklaan (oost) van het Ringfietspad van Antwerpen (FR10)

Dit is een lijst van fietssnelwegen in België.

Fietssnelwegen in Vlaanderen anno 2021.

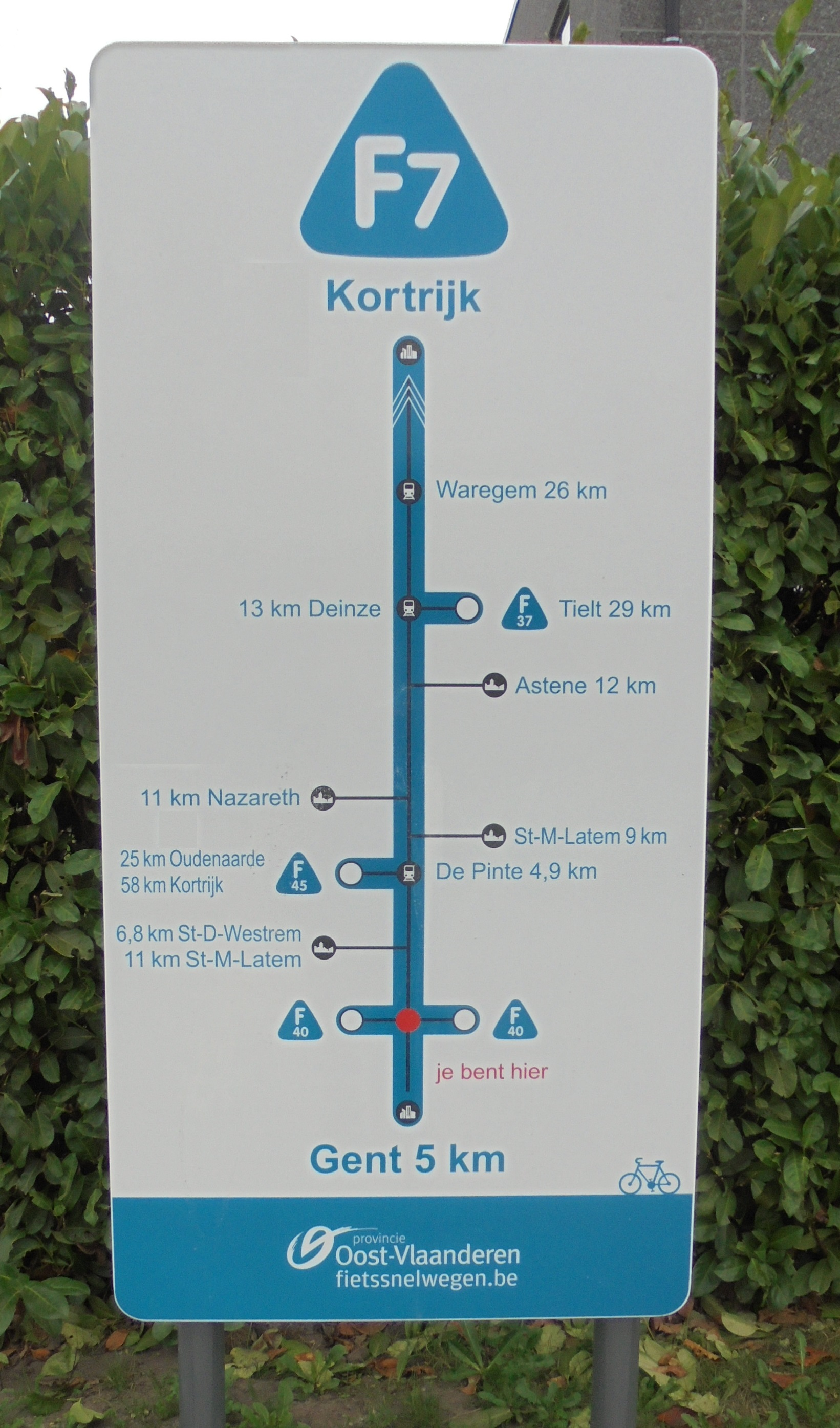
Wegwijzer langs Fietssnelweg F7

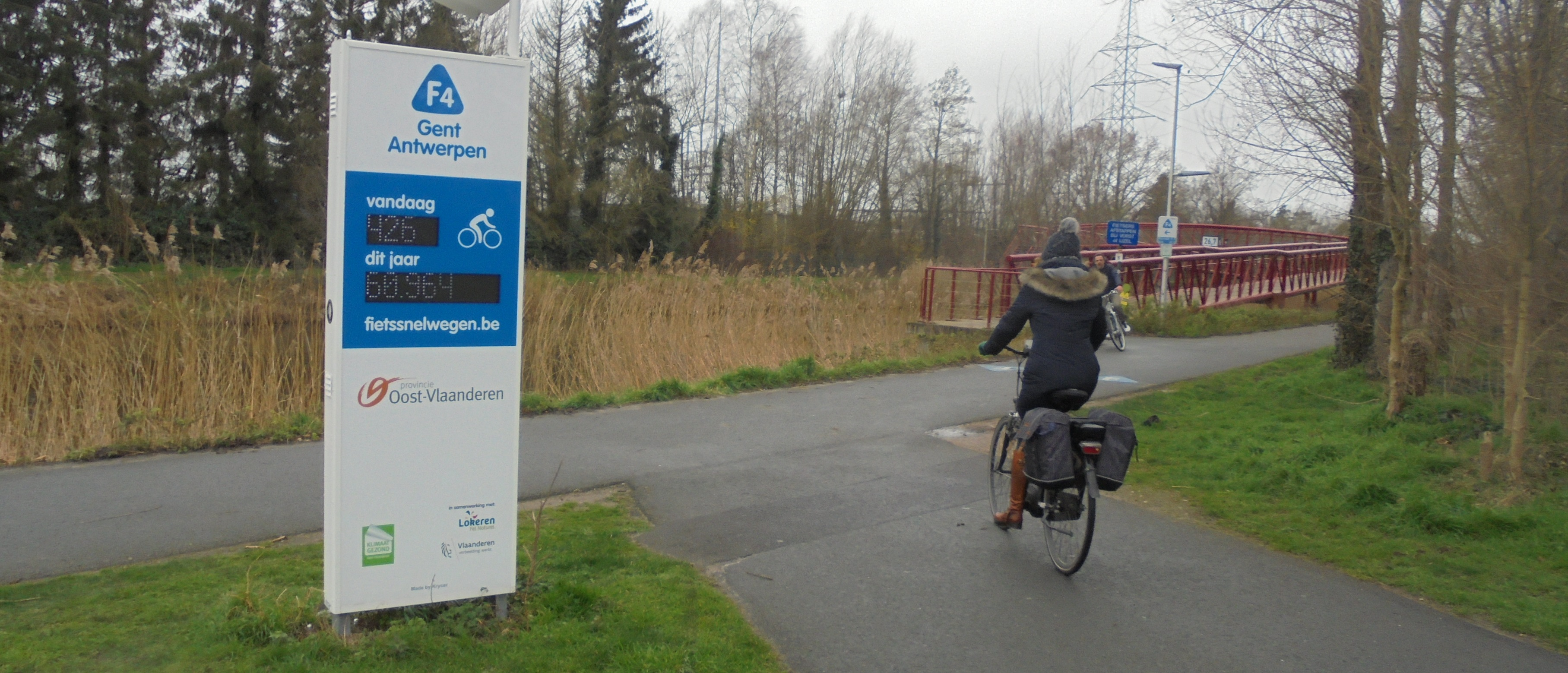
Fietssnelweg F4 in Lokeren

Fietssnelwegen, ook bekend als fietsostrades of cyclostrades, vormen in België een netwerk van hoogwaardige fietsroutes dat wordt ontwikkeld door de  Brusselse,Vlaamse en Waalse overheden in samenwerking met steden en gemeenten. Het initiatief, dat sinds 2016 in uitvoering is, heeft als doel vlotte en veilige fietsverbindingen te creëren voor zowel woon-werkverkeer als recreatief gebruik.
In Vlaanderen krijgen de routes een F-X- of FR-X-code, in Brussel en Wallonië een C-X- of CR-X-code, naar analogie met de  Belgische E-wegen. De bewegwijzering bestaat uit een blauw-witte driehoek. De Brusselse cyclostrades sluiten aan op de Vlaamse fietssnelwegen en de Waalse cyclostrades, waardoor een doorlopend netwerk over de gewestgrenzen heen ontstaat. De infrastructuur kan bestaan uit fietsstraten, van de rijbaan afgescheiden fietspaden of trajecten langs spoorlijnen en kanalen.

## Brussel
| Nr.  | Traject                                                               | Lengte (km) |
| ---- | --------------------------------------------------------------------- | ----------- |
| CR1  | Bockstael - Masui                                                     |             |
| C2   | Sint-Agatha-Berchem - Bockstael (richting Groot-Bijgaarden)           |             |
| C3   | Haren - Rogier (richting Diegem)                                      |             |
| C205 | Zoniënwoud - Watermaal (richting Terhulpen)                           |             |
| C207 | Linkebeek - Ukkel-Stalle                                              |             |
| C208 | Moensberg - Campus Etterbeek/Campus de la Plaine (richting Linkebeek) |             |
| C209 | Neerpede - Brussel-Zuid (richting Dilbeek)                            |             |
| C212 | Ganshoren - Bockstael (richting Zellik)                               |             |
| C216 | Haren - Josaphatsite (richting Diegem)                                |             |
| C223 | Bockstael - Brussel-Zuid                                              |             |

## Vlaanderen
| Nr.  | Traject                                                    | Lengte (km) |
| ---- | ---------------------------------------------------------- | ----------- |
| F1   | Antwerpen - Brussel                                        | 45          |
| F2   | Gent - Brussel                                             | 51          |
| F3   | Leuven - Brussel (HST-route)                               | 31          |
| F4   | Antwerpen - Gent                                           | 48          |
| F5   | Antwerpen - Hasselt (Albertkanaalroute)                    | 80          |
| F6   | Gent - Brugge                                              | 42          |
| F7   | Gent - Kortrijk                                            | 42          |
| F8   | Leuven - Mechelen (Jaagpad Leuvense vaart)                 | 25          |
| F11  | Antwerpen - Lier                                           | 12          |
| F12  | Antwerpen - Noorderdokken (richting Bergen op Zoom)        | 27          |
| F13  | Antwerpen - Boom                                           | 18          |
| F14  | Antwerpen - Essen (richting Roosendaal)                    | 27          |
| F15  | Antwerpen - Schoten                                        | 43          |
| F16  | Lier - Lint                                                | 6           |
| F17  | Lier - Boom                                                | 22          |
| F18  | Sint-Niklaas - Mechelen                                    | 35          |
| F19  | Dendermonde - Boom                                         | 21          |
| F20  | Halle - Brussel (Kanaalroute Zuid)                         | 22          |
| F21  | Sint-Truiden - Tienen (De IJzeren Weg)                     | 23          |
| F22  | Tienen - Diest                                             | 33          |
| F23  | Boom - Brussel (Kanaalroute Noord)                         | 20,5        |
| F24  | Leuven - Tienen                                            | 20          |
| F25  | Leuven - Aarschot                                          | 16          |
| F26  | Aarschot - Diest                                           | 16          |
| F27  | Aalst - Londerzeel (Leirekensroute)                        | 18          |
| F28  | Boom - Brussel (A12-route/Koninklijke route)               | 29          |
| F29  | Leuven - Brussel                                           | 13,9        |
| F30  | Brugge - Oostende                                          | 23          |
| F31  | Brugge - Zeebrugge                                         | 9           |
| F32  | Brugge - Roeselare                                         | 31          |
| F33  | Oostende - Torhout                                         | 24          |
| F34  | Knokke-Heist - Nieuwpoort (Kustfietssnelweg)               | 55          |
| F35  | Veurne - Torhout                                           | 35          |
| F36  | Roeselare - Wielsbeke                                      | 18          |
| F37  | Ieper - Deinze                                             | 54          |
| F38  | Ieper - Veurne                                             | 28          |
| F39  | Veurne - Oudenburg                                         | 31          |
| F40  | Grote fietsring Gent                                       | 71          |
| F41  | Antwerpen - Gentse haven (Zelzate)                         | 41          |
| F42  | Gent - Brugge                                              | 41          |
| F43  | Aalst - Sint-Niklaas                                       | 30          |
| F44  | Gent - Mechelen                                            | 57          |
| F45  | Gent - Ronse (richting Leuze-en-Hainaut)                   | 58          |
| F46  | Kortrijk - Oudenaarde (Guldenspoorpad)                     | 16          |
| F70  | Hasselt - Bilzen (Demerroute)                              | 21          |
| F71  | Mol - Hamont-Achel (richting Weert; IJzeren Rijn-route)    | 34          |
| F72  | Hasselt - Lanaken (richting Maastricht; Albertkanaalroute) | 33          |
| F74  | Hasselt - Pelt (richting Eindhoven; Spoorlijn 18-route)    | 41          |
| F75  | Beringen - Maasmechelen (Kolenspoorroute)                  | 46          |
| F76  | Genk - Tongeren                                            | 27          |
| F77  | Diest - Leopoldsburg                                       | 23          |
| F78  | Lanaken - Pelt (Zuid-Willemsvaartroute)                    | 53          |
| F79  | Sint-Truiden - Tongeren (Fruitspoorroute)                  | 24          |
| F102 | Turnhout - Herentals                                       | 19          |
| F103 | Lier - Herentals                                           | 21          |
| F104 | Lier - Aarschot                                            | 29          |
| F105 | Herentals - Leopoldsburg                                   | 36          |
| F106 | Aarschot - Herentals                                       | 24          |
| F107 | Antwerpen - Ranst                                          | 13          |
| F200 | Tienen - Hoegaarden                                        | 6           |
| F201 | Brussels Airport - Brussel                                 | 12          |
| F202 | Zaventem - Sint-Stevens-Woluwe                             | 3           |
| F203 | Leuven - Brussel                                           | 11,5        |
| F204 | Overijse - Brussel (richting Waver)                        | 12          |
| F205 | Hoeilaart - Brussel (richting Terhulpen)                   | 6           |
| F206 | Sint-Genesius-Rode - Brussel (richting Waterloo)           | 13          |
| F207 | Sint-Genesius-Rode - Brussel                               | 13,9        |
| F208 | Halle - Brussel                                            | 13,6        |
| F209 | Denderleeuw - Brussel                                      | 20,3        |
| F210 | Brussel Scheutveld - Brussel Ninoofsepoort                 | 10          |
| F211 | Asse - Brussel                                             | 4           |
| F212 | Asse - Brussel                                             | 14          |
| F213 | Wemmel - Brussel                                           | 3           |
| F214 | Vilvoorde - Brucargo                                       | 8           |
| F215 | Vilvoorde Station - Kerklaan Station                       | 1           |
| F216 | Machelen - Brussel (Josaphatroute)                         | 2           |
| F217 | Vilvoorde - Machelen                                       | 2           |
| F220 | Aalst - Asse                                               | 5           |
| F221 | Dendermonde - Asse (OMA-route)                             | 18          |
| F222 | Brussel Van Praet - Brussel Ter Kameren (Maelbeek-route)   | 15          |
| F223 | Brussel Bockstael - Brussel Kuregem (Fietsparallel N290)   | 20          |
| F310 | Brugge - Damme (richting Sluis)                            | 15          |
| F311 | Knokke-Heist - Eeklo                                       | 29          |
| F351 | Ieper - Kortemark (Vrijbosroute)                           | 20          |
| F352 | Ieper - Diksmuide                                          | 23          |
| F361 | Kortrijk - Roeselare                                       | 19          |
| F371 | Deinze - Wervik (richting Komen)                           | 50          |
| F372 | Ieper - Menen                                              | 10          |
| F373 | Tielt - Aalter                                             | 15          |
| F374 | Waregem - Zwevegem                                         | 24          |
| F375 | Kortrijk - Menen                                           | 11          |
| F376 | Kortrijk (richting Moeskroen)                              | 10          |
| F381 | Ieper - Poperinge                                          | 10          |
| F391 | Veurne - Koksijde                                          | 7           |
| F400 | Kleine fietsring Gent                                      | 18          |
| F401 | Doorsteek Gentse haven - Veer Terdonk                      | 26          |
| F402 | Doorsteek Gentse haven - Veer Langerbrugge                 | 3           |
| F403 | Gent - Destelbergen                                        | 4           |
| F404 | Gent - Merelbeke (Hamerlandtragel)                         | 7           |
| F405 | Gent - Lovendegem                                          | 10          |
| F411 | Sint-Niklaas - Sint-Gillis-Waas (richting Hulst)           | 11          |
| F412 | Lokeren - Moerbeke                                         | 9           |
| F413 | Lokeren - Dendermonde                                      | 15          |
| F414 | Aalst - Zottegem                                           | 20          |
| F415 | Denderleeuw - Burst                                        | 13          |
| F416 | Denderleeuw - Geraardsbergen                               | 24          |
| F417 | Gent - Zottegem                                            | 24          |
| F418 | Zottegem - Geraardsbergen                                  | 15          |
| F419 | Oudenaarde - Zottegem                                      | 16          |
| F421 | Geraardsbergen - Avelgem                                   | 14          |
| F422 | Deinze - Eeklo                                             | 29          |
| F423 | Eeklo - Zelzate                                            | 26          |
| F424 | Zelzate-West (richting Terneuzen)                          | 2           |
| F425 | Zelzate-Oost (richting Terneuzen)                          | 4           |
| F426 | Beveren - Waaslandhaven                                    | 18          |
| F428 | Oudenaarde - Ronse                                         | 22          |
| F701 | Hasselt - Genk                                             | 15          |
| F702 | Hasselt - Corda Campus (Cordaroute)                        | 6           |
| F721 | Lanaken (richting Maastricht)                              | 5           |
| F722 | Lanaken - Riemst                                           | 10          |
| F731 | Maaseik (richting Roermond)                                | 2,9         |
| F741 | Hasselt - Sint-Truiden                                     | 22          |
| F751 | As - Maaseik (richting Sittard; Kolenspoorroute)           | 17          |
| F752 | Heusden-Zolder - Lummen Kolenhaven (Kolenspoorroute)       | 6           |
| F753 | Beringen Mijn - Beringen Kolenhaven (Kolenspoorroute)      | 4           |
| F754 | Beringen - Leopoldsburg (Kolenspoorroute)                  | 6           |
| F771 | Ham - Industrie Noord                                      | 5           |
| F791 | Tongeren (richting Bitsingen; Jekerroute)                  | 4           |
| FR0  | Ringfietspad Brussel (Grote fietsring Brussel)             | 41,8        |
| FR1  | Middenfietsring Brussel                                    | 20          |
| FR2  | Kleine fietsring Brussel (Vijfhoekroute)                   | 25          |
| FR10 | Ringfietspad Antwerpen (Ringfietspad)                      | 28          |
| FR20 | Luchthavenring Brucargo - Brussels Airport                 | 6           |

## Wallonië

### Cyclostrades
Wallonië werkt eveneens aan een netwerk van fietssnelwegen (cyclostrades), waarvoor een eerste deeltraject in 2023 aangelegd werd.
| Naam              | Traject                     | Lengte (km) |
| ----------------- | --------------------------- | ----------- |
| E411-N4           | Brussel - Louvain-la-Neuve  |             |
| N4                | Louvain-la-Neuve - Namen    |             |
| Vallée de la Dyle | Waver - Court-Saint-Étienne |             |
| La Vesdrienne     | Dolhain - Ensival           |             |
| La Meuse à vélo   | Luik - Seraing              |             |
| /                 | Square Gramme - Sart-Tilman |             |
| /                 | Liege Airport - Seraing     |             |
| /                 | Ans - Vennes                |             |
| /                 | Aarlen - Luxemburg          |             |
| /                 | Namen - Jambes              |             |
| N90               | Bergen - Charleroi          |             |

### RAVeL
In Wallonië ligt daarnaast een netwerk van RAVeLs, die evenals de fietssnelwegen, fietsverkeer over langere afstanden faciliteren. Ze zijn echter meer gericht op het recreatieve gebruik van de fiets en minder op het gebruik als functioneel vervoermiddel. Er worden jaagpaden en oude spoorbeddingen gebruikt om autovrije paden aan te leggen. Deze zijn zeer geschikt voor fietsers omdat de spoorbeddingen vaak van dorpskern tot dorpskern lopen en geen steile hellingen hebben, interessant in het heuvelachtige Wallonië.
| Nr.    | Traject                                                 | Lengte (km)      |
| ------ | ------------------------------------------------------- | ---------------- |
| W1     | Geraardsbergen - Honnelles (Entre Dendre et Hauts-Pays) | 72               |
| W2     | Eigenbrakel - Aken (La Véloroute de la Bière)           | 177              |
| W3     | Tubeke - Chimay (La Véloroute des Carnavals)            | 113,5            |
| W4     | Leers-Nord - Anhée (Canaux, fleuves et rivières)        | 188              |
| W5     | Hoegaarden - Vresse-sur-Semois (D'une vallée à l'autre) | 181,5            |
| W6     | Chaudfontaine - Erquelinnes (Au fil de l'eau)           | 163              |
| W7     | Ternaaien - Bouillon (Sur la route des Ardennes)        | 207              |
| W8     | Momignies - Barvaux (Entre Fagnes et Famenne)           | 141              |
| W9     | Raeren - Martelange (La Véloroute grandeur Nature)      | 157              |
| Lokaal | 49 lokale routes                                        | 49 lokale routes |

## Europese routes in België
Enkele Europese fietsroutes, veelal van EuroVelo, doorkruisen België. Deze zijn gericht op fietstoerisme, en niet bedoeld voor woon-werkverkeer.
| Nr.         | Belgisch traject                               | Lengte (km) |
| ----------- | ---------------------------------------------- | ----------- |
| EuroVelo 3  | Charleroi - Luik (Pelgrimsroute)               | 5650        |
| EuroVelo 4  | Koksijde - Knokke-Heist (Midden-Europaroute)   | 5050        |
| EuroVelo 5  | Leers-Nord - Martelange (Via Romea Francigena) | 3250        |
| EuroVelo 12 | Knokke-Heist - Koksijde (Noordzeeroute)        | 7250        |
| EuroVelo 19 | Agimont - Ophoven (Maasroute)                  | 1050        |
| Vennbahn    | Aken - Troisvierges                            | 122         |